# Klettersteig Pirknerklamm

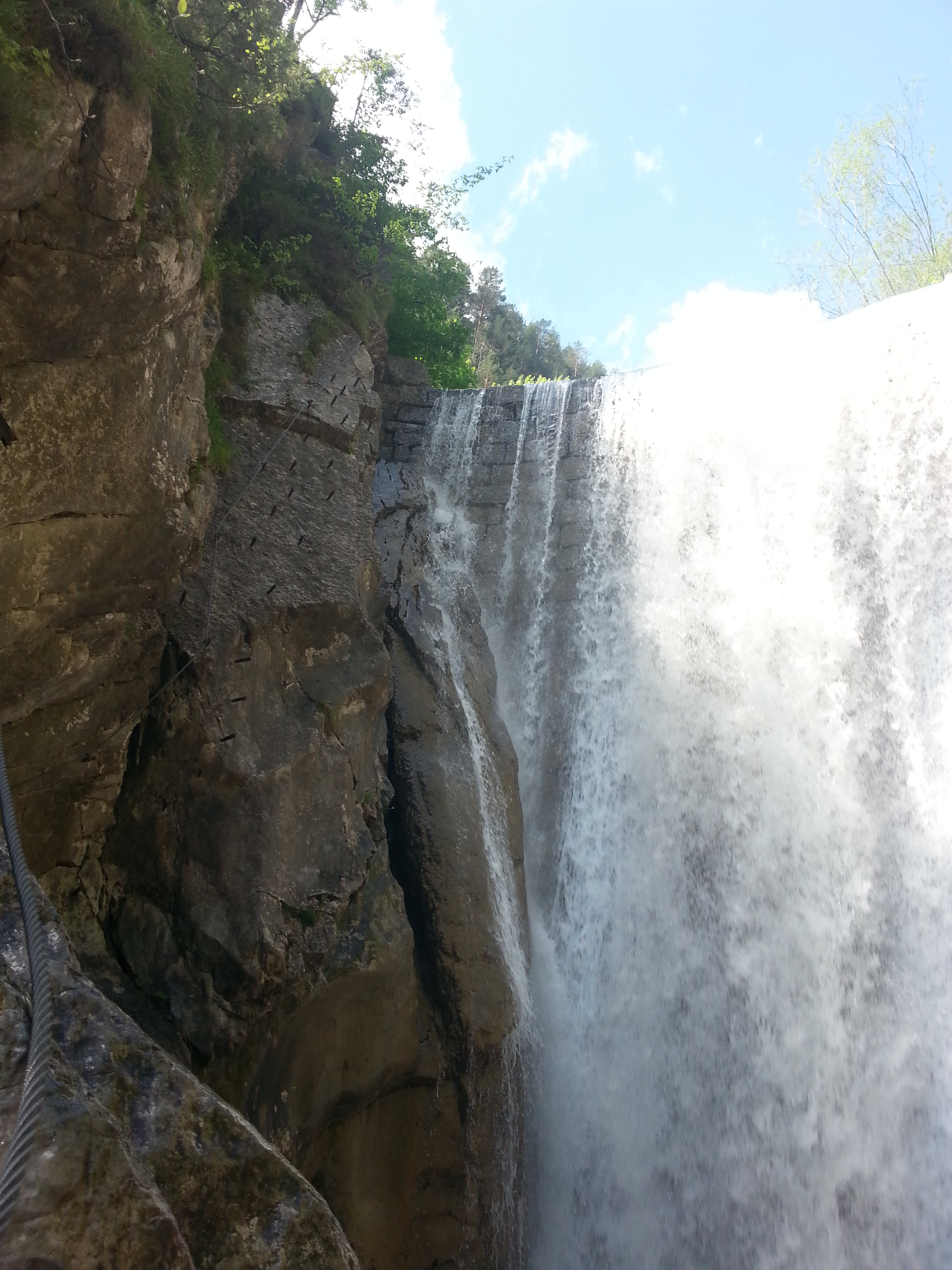
Wasserfall bei erster Wehranlage mit Kletterstiften links

Der Klettersteig Pirknerklamm ist ein Klettersteig im Gemeindegebiet von Oberdrauburg, Bezirk Spittal an der Drau, Kärnten, Österreich, der mit der Schwierigkeitsstufe C angegeben wird.

## Lage
Der Klettersteig Pirknerklamm befindet sich in der Pirknerklamm, die vom Pirkner Bach, einem rechten Nebenfluss der Drau, durchflossen wird. Der Pirkner Bach ist als Naturdenkmal geschützt. Die Schlucht verläuft von der Ortschaft Unterpirkach (Parkmöglichkeiten bei der Bachbrücke) westwärts in die Lienzer Dolomiten, am ostseitigen Bergfuß des Hochstadels entlang.

## Verlauf
Vom Einstieg (635 m) bei einer alten Mühle führt der sehr gut gesicherte Klettersteig über diverse Felsblöcke im Pirkner Bach und den beidseitigen Schluchtwänden über rund 250 Höhenmeter durch die Pirknerklamm. Unterwegs sind einzelne Passagen und Bachquerungen mit Seilbrücken (Postmanswalk; gespannte Halteseile und lockere Gehseile) zu überwinden. Höhepunkt ist die erste Wehranlage, die direkt neben dem dort abstürzenden Wasserfall durchklettert wird. Da die Gischt dort bei Sonne fast immer einen Regenbogen erzeugt, wurde diese Passage Regenbogenfall genannt.
Nach der ersten Wehranlage folgt man etwa 200 m gehend dem Bachverlauf, quert diesen an einer geeigneten Stelle (Pfeilmarkierung vorhanden) und steigt dann auf der rechten Bachseite in eine letzte Passage ein, welche über ein kurzes Felsstück, teilweise im Überhang, zur zweiten Wehranlage führt. Über dortige Eisenklammern steigt man in leichtes Gelände auf und folgt dem mit Drahtseilgeländer gesicherten Weg.

## Bilder

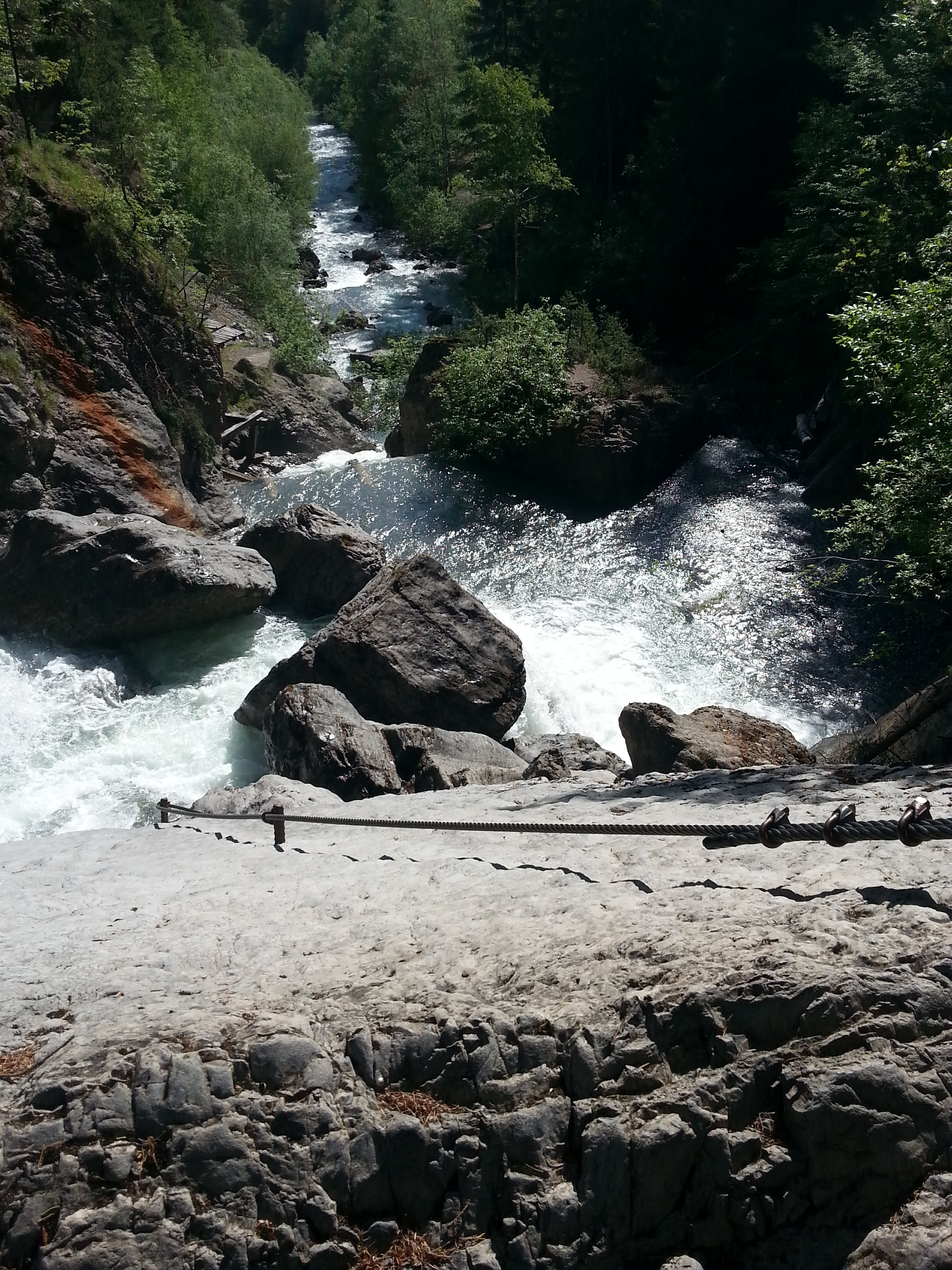
Felsblockpassage mit Blick auf den Pirkner Bach
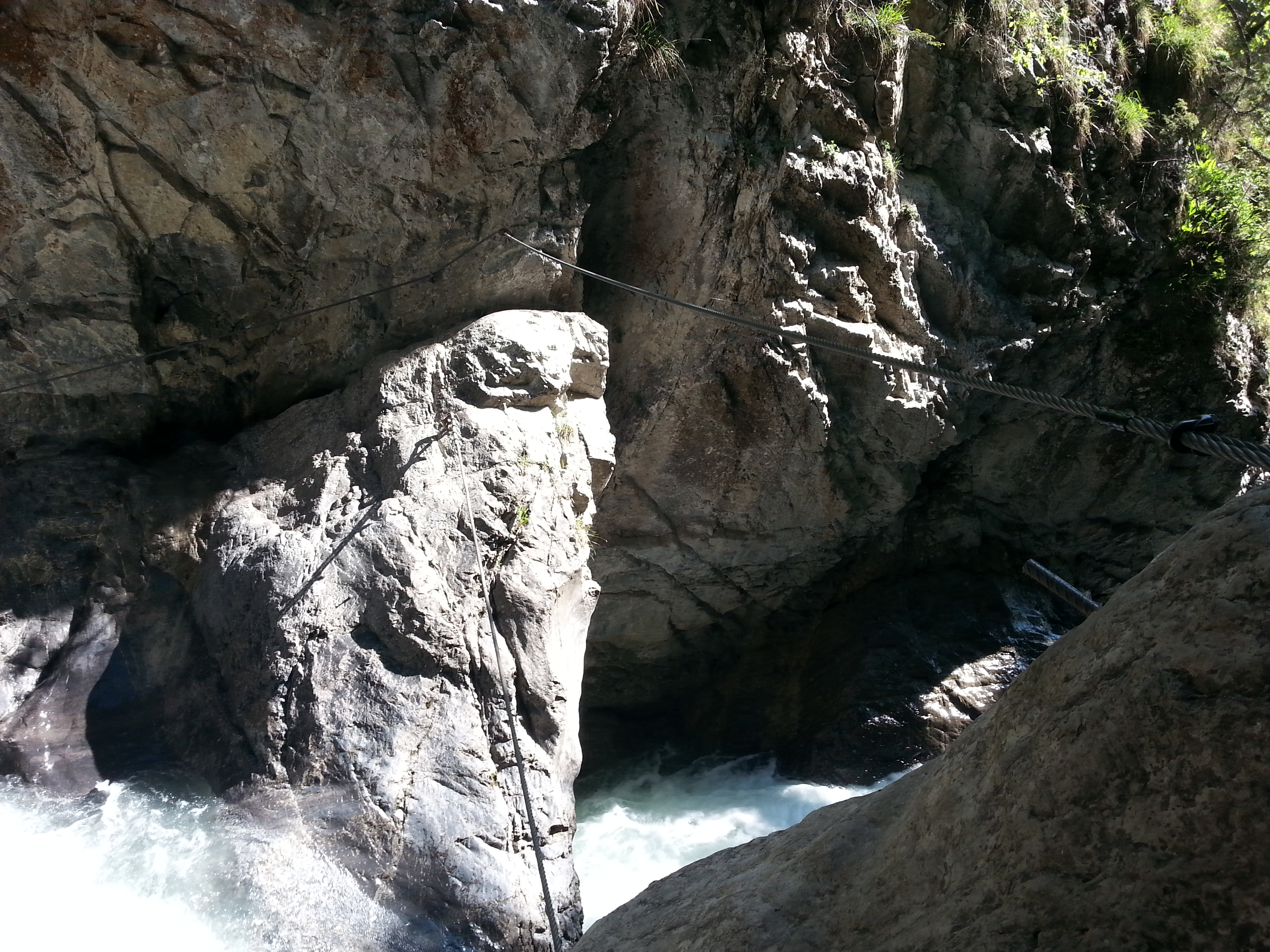
Eine der Postmanswalk-Passagen
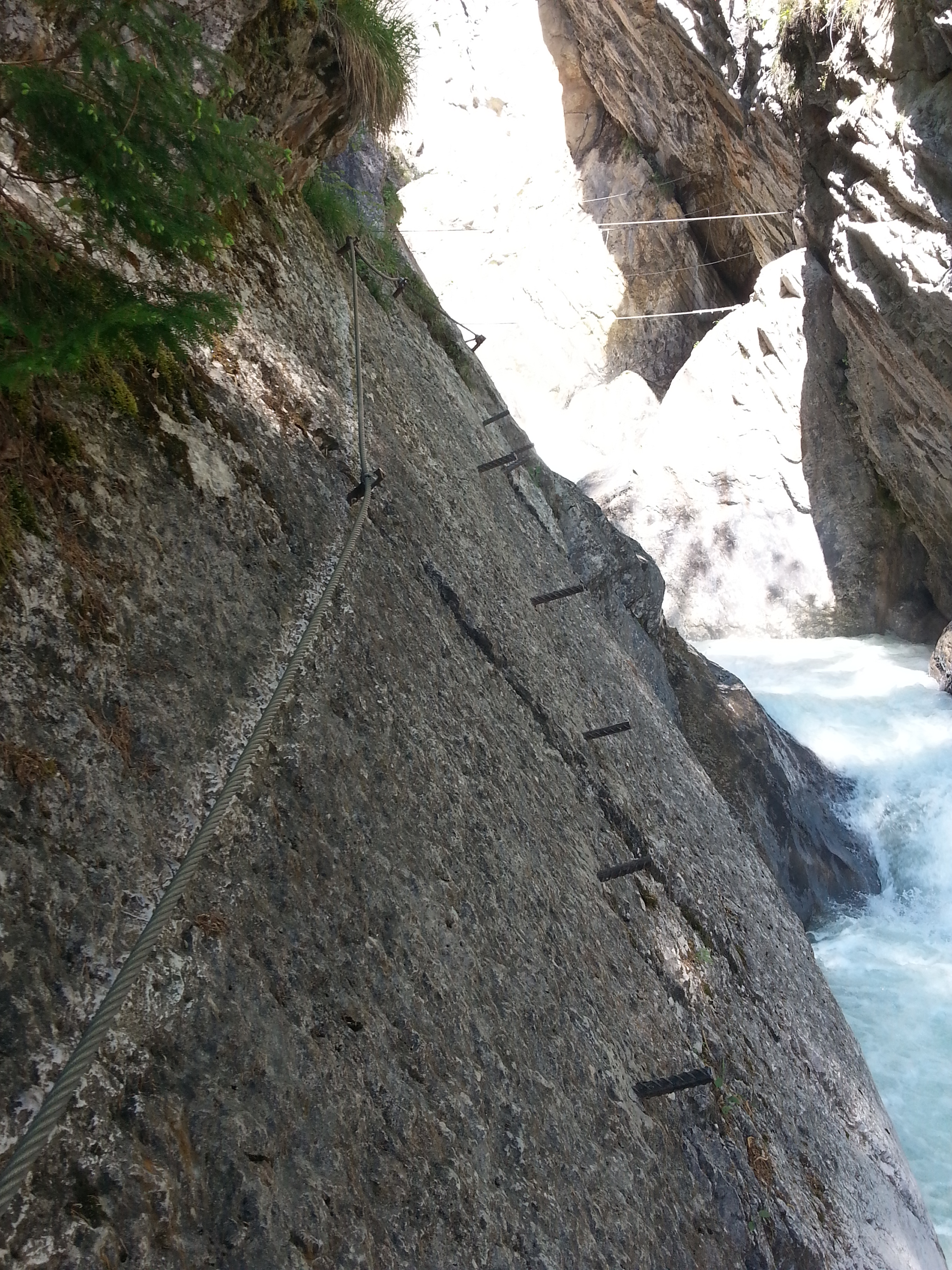
Bachwandpassage mit Trittstiften
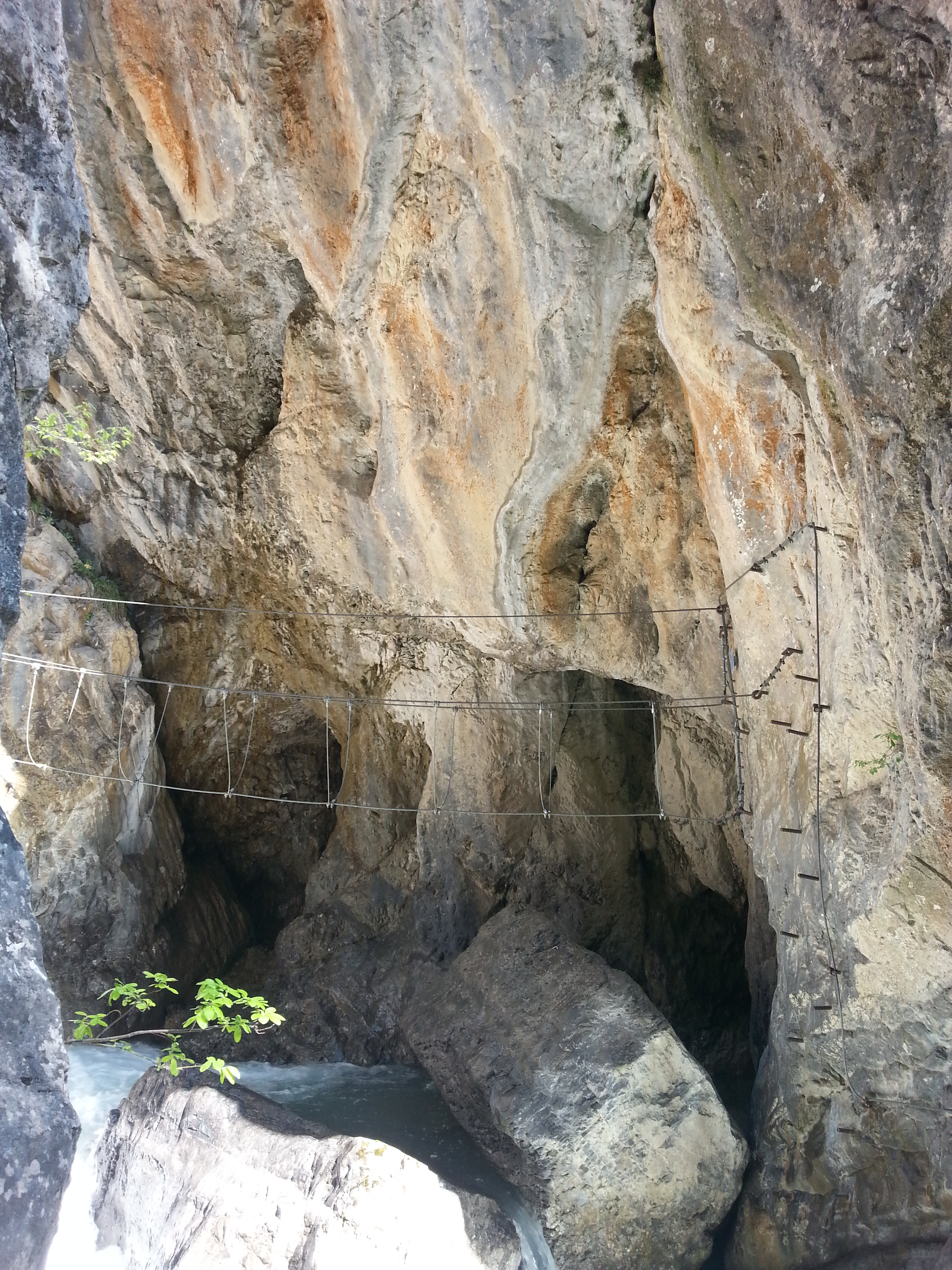
Seilbrückenabschnitt
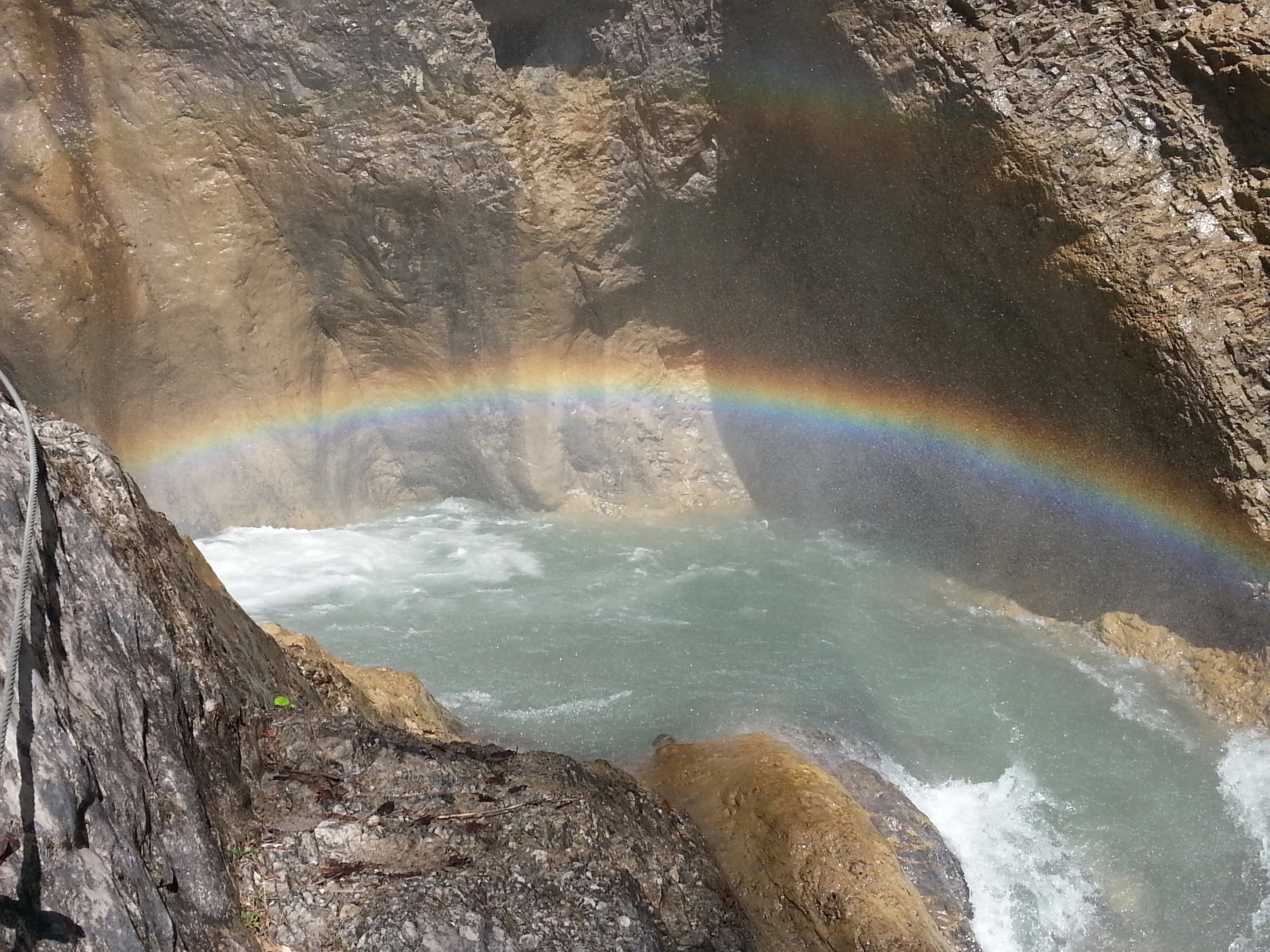
Passage Regenbogenfall
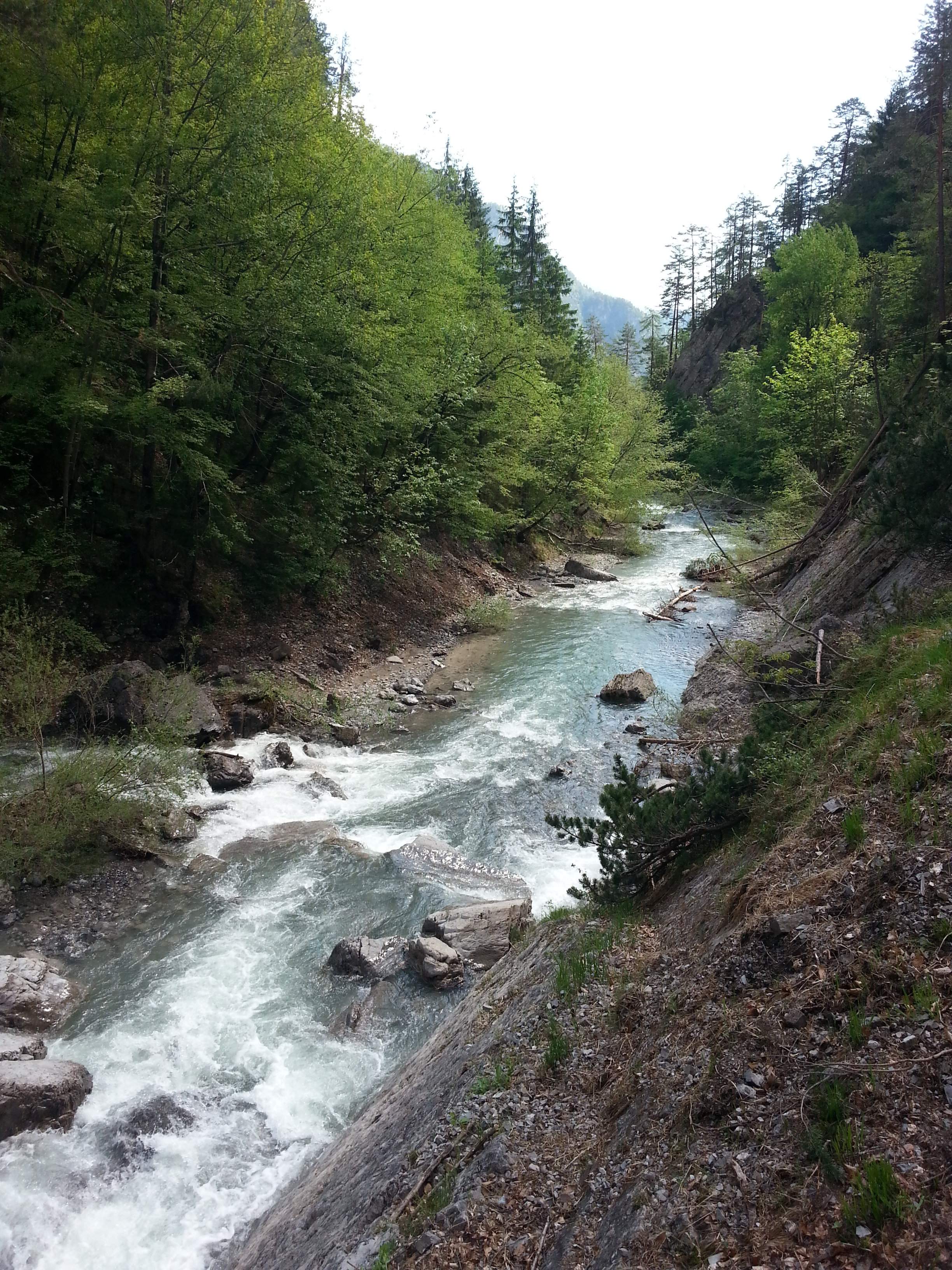
Pirknerbach zwischen erster und zweiter Wehranlage (Blick gegen Marschrichtung)
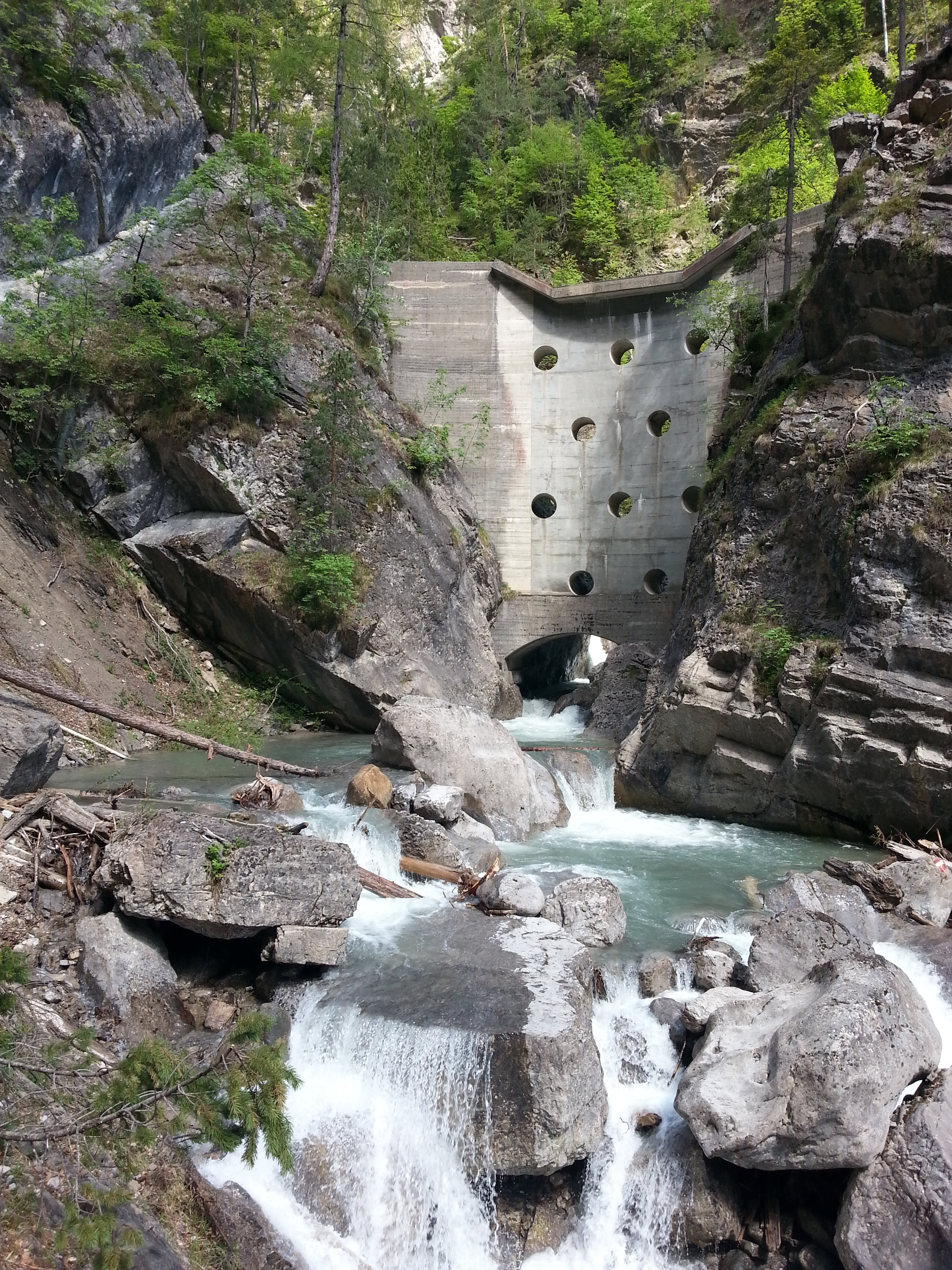
Bereich zweite Wehranlage, geklettert wird rechts in Höhe erster Überhang

## Kombinierungen
Beim Abstieg trifft man kurz unterhalb des Aussichtspunktes „Dirndle-Rast“ auf den ÖTK-Steig, über den man weiter zum Hochstadelhaus (1780 m) aufsteigen kann, einem Ausgangs- und Zielpunkt für Wanderungen in den Lienzer Dolomiten.
In Höhe des Einstiegs zum Klettersteig befindet sich auf der anderen Bachseite eine weitere Mühle mit begehbarer Höhle, die zu einem kleinen Wasserfall führt.

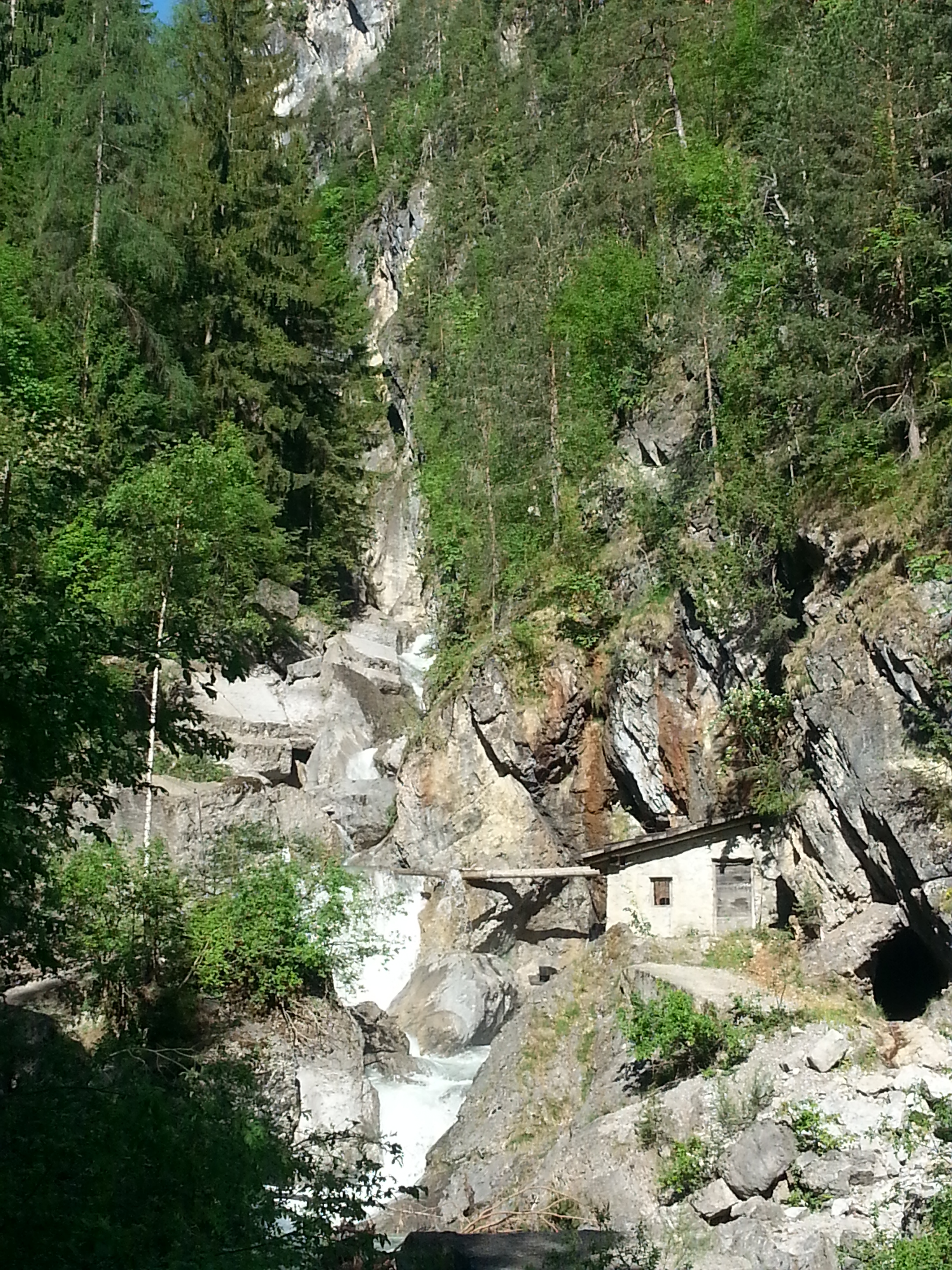
Alte Mühle mit Höhleneingang rechts unten
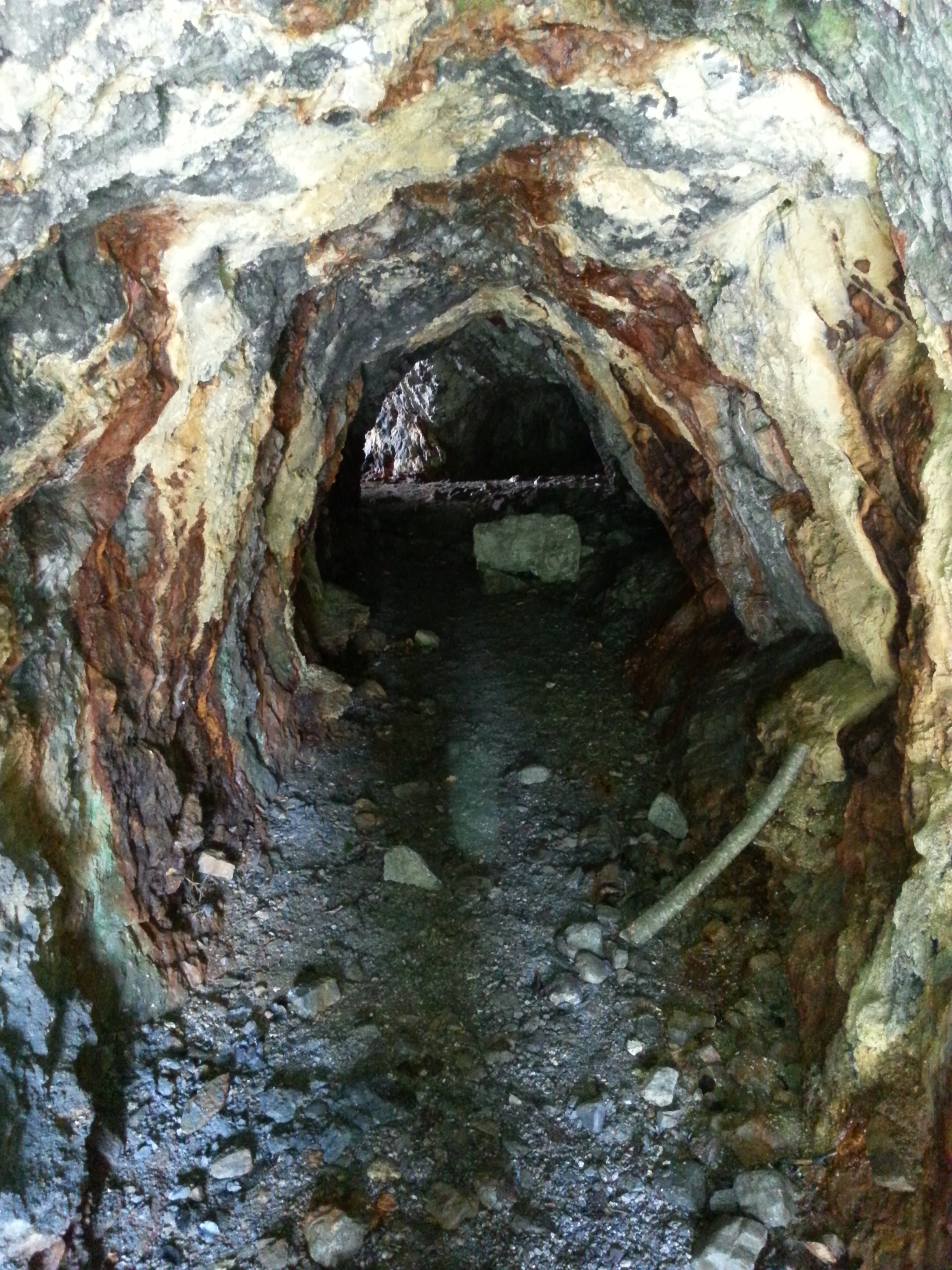
Höhle